# السادات (مركز)
مركز السادات، يقع في غرب محافظة المنوفية على الهامش الشمالي الشرقي للصحراء الغربية. مركز السادات أكبر مراكز محافظة المنوفية، حيث مساحته تقدر بنحو 55% من مساحة المحافظة الكليّة، عاصمة المركز هي مدينة السادات، والتي هي ثاني مدن الجيل الأول التي قامت هيئة المجتمعات العمرانية الجديدة بإنشائها عام 1976 م.

## الموقع الجغرافي
- من الشمال: مركز بدر (محافظة البحيرة).
- من الجنوب: مركز مدينة السادس من أكتوبر (محافظة الجيزة).
- من الشرق: مركزي منوف وأشمون (محافظة المنوفية).
- من الغرب: مركز مدينة وادي النطرون (محافظة البحيرة).
- من الجنوب الغربي: طريق القاهرة - الإسكندرية الصحراوي.

## التقسيم الإداري
أنشأت الوحدة المحلية لمركز السادات عام 1991م. يضم مركز السادات عدد 2 وحدة محلية (الوحدة المحلية لقرية الخطاطبة – الوحدة المحلية لقرية كفر داود) وعدد 9 قري وعدد 62 عزبة وتابع.

### الوحدة المحلية بالخطاطبة
- الخطاطبة البلد - الخطاطبة المحطة: (قومبانية الخطاطبة - عزبة برك - عزبة سلومة أبو حجازي - عزبة الشيخ - عزبة مدكور - منشية الخطاطبة-عزبة عبيد سعيد - أبو شوارب – عزبة مظال - عزبة المغاربة - عزبة الشماع - عزبة رزين - عزبة الإصلاح الغربية – اليافطة - عزبة حبيبة - عزبة الشراقى - عزبة تجمع زهارية).
- الأخماس: (أبو بكر – أبو حبارة – زكى سالم – الهيشة – أبو مساعد – طاجن – العفيفى – الجوهري – السبعة).
- أبو نشابة: عزبة عبد الحليم – ساحل أبو نشابة – عزبة الخواجات البحرية – جزيرة أبو نشابة - عزبة سرحان – عزبة الإصلاح – عزبة إبراهيم – عزبة علوانى).
- الجيار: (منشية السلام – عزبة مبارك الجيار – عزبة راضى – عزبة المنشاوى – عزبة الساحل).

### الوحدة المحليةبكفر داود
- كفر داود: (تجمع التجارة – تجمع البكرى – عزبة الخفوج – عزبة مدكور - منشية سرور – عزبة ناصف - كفر داود الجديدة – مقابر الجبل والزناتى).
- الطرانة: (عزبة الطرانة – عزبة الوكيل – عزبة نصر أبو مصطفى - عزبة ماكسيم وجاكوبس – عزبة العرب).
- منشية سرور: (جزيرة أبو داود).
- السلام: (عزبة العادلى – عزبة صقر – عزبة ميخائيل منشية النور – عزبة أبو شوشة – عزبة غنيم – عزبة خلف).